# Bawang (Dolok Silau)
Bawang is een bestuurslaag in het regentschap Simalungun van de provincie Noord-Sumatra, Indonesië. Bawang telt 1810 inwoners (volkstelling 2010).